# Luc Long
Pour les articles homonymes, voir Long.
Luc Long est un archéologue sous-marin français. Il est notamment connu pour les découvertes, avec son équipe, dans le Rhône en 2004, du chaland romain Arles-Rhône 3 et, en 2007, du buste présumé de César.

## Biographie
Luc Long est né à Marseille en 1953 d'une mère qui travaille à La Poste et d'un père dans une banque locale. Dès ses 12 ans, il effectue des fouilles en amateur à Roquevaire, chez sa grand-mère. En 1969, sa famille, qui suit la mutation de son père, déménage pour Arles. Au nord de cette ville, il pratique la plongée sous-marine.
Luc Long se marie jeune et effectue de nombreux petits boulots. Il ne suit ainsi les cours d'Histoire de l'Art et d'Archéologie à l'Université d'Aix-en-Provence qu'un seul jour par semaine. Il en sort finalement diplômé d'un DEA. En 1979, il entre au DRASSM (Département des Recherches Archéologiques Subaquatiques et Sous-Marines), service créé en 1966 par André Malraux, en tant que technicien de fouilles spécialisé en archéologie sous-marine (scaphandrier professionnel Classe IIA-IIIB).
Il est major du concours externe d’état en 1982, ce qui lui permet de devenir Conservateur en chef du Patrimoine au DRASSM,. Missionné par le Ministère des Affaires étrangères, il dirige ou co-dirige, entre 1986 et 2006, des fouilles sous-marines au Gabon, en Libye, à Malte et en Italie,.
Membre du comité scientifique du Parc National des Calanques (Marseille), il est [Depuis quand ?] chercheur rattaché au CNRS (UMR 5140, Université Paul-Valéry/Montpellier 3) et enseigne l'archéologie sous-marine à l'Université de Nîmes (Centre universitaire Vauban) et dans le cadre du Master MoMArch (Université d'Aix-Marseille).
Spécialisé très tôt dans la photogrammétrie des épaves, il va adapter ces méthodes de relevés aux épaves profondes, uniquement accessibles par robot et sous-marins, et plus généralement sur les sites archéologiques hostiles à la plongée (courant, faible visibilité). Expert, par ailleurs, dans l’étude des gisements romains, grecs et étrusques, son rayon d’intervention et ses pôles d’intérêt (de la grotte Cosquer à l’aéronef de Saint-Exupéry) font de lui un généraliste des épaves.

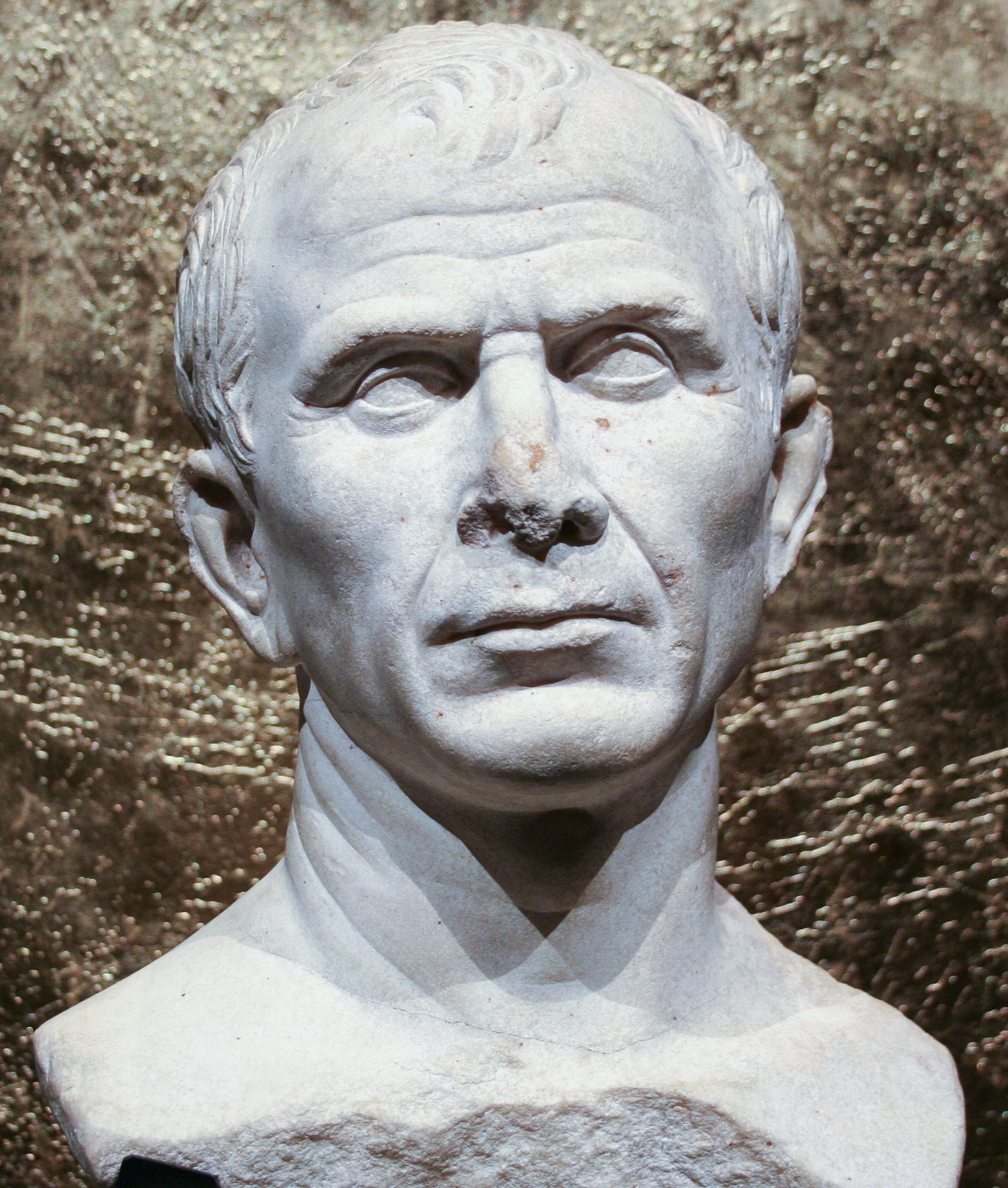
Portrait présumé de Jules César.

Luc Long commence à être connu en 2004 pour la découverte dans le Rhône, à Arles, avec son équipe, du chaland romain Arles-Rhône 3 qui est déclaré trésor national. Toutefois, c'est plus particulièrement la découverte avec son équipe dans le même fleuve en 2007 du buste de César (Buste d'Arles) qui « fait la une des journaux » dans le monde entier,,. Ce buste de Jules César, daté de 46 av. J.-C., est possiblement l'une des deux seules rares sculptures connue et réalisée de son vivant,,,.
Entre 2009 et 2001, Luc Long assure le Commissariat général de l'exposition « César, le Rhône pour mémoire » du Musée départemental de l'Arles antique,.
La médiatisation et l'importance scientifique de ces découvertes ont contribué à agrandir le Musée d’Arles et à lancer la construction de l’André Malraux, le nouveau navire de recherches du DRASSM.
Il concentre aujourd'hui[Depuis quand ?] ses recherches sur l’histoire du port fluvial d’Arles et de son avant-port maritime aux Saintes-Maries-de-la-Mer, au débouché d’un ancien bras du Rhône (le Rhône de Saint-Ferréol). C’est dans ce secteur qu’un Musée d’Archéologie Sous-Marine sera inauguré en 2022.
En 2018, il met au jour, dans la rive gauche du Rhône à Arles, une épave romaine datant du IVe siècle contenant notamment de l'or,,.
Luc Long est l'auteur de plus de 300 articles scientifiques[réf. souhaitée] et directeur de l’expertise ou de la fouille de 250 gisements archéologiques (en cumul plus de 10 000 heures de plongée).

### Vie privée
Père de trois enfants, il est contrebassiste amateur dans un groupe de country swing dénommé Rue de la sardine.

## Distinction
Il est élu en 2016 au fauteuil no 7 de l'Académie des Sciences, Lettres et Arts de Marseille,.

## Ouvrages
- Avec Michel L'Hour, L'Archéologie sous-marine, Rennes, Ouest-France, 1986  (ISBN 2-85882-700-1).
- Avec Michel L'Hour et Éric Rieth, Le Mauritius : la mémoire engloutie, Paris, Casterman, 1989  (ISBN 2-203-23301-X).
- Avec Catherine Baudoin et Bernard Liou, Une cargaison de bronzes hellénistiques : l'épave Fourmigue C à Golfe-Juan, Paris, CNRS Éditions, 1994  (ISBN 2-271-05208-4).
- Dir. avec Patrice Pomey et Jean-Christophe Sourisseau, Les Étrusques en mer : épaves d'Antibes à Marseille, Aix-en-Provence, Édisud, 2002  (ISBN 2-7449-0360-4).
- Secrets du Rhône : les trésors archéologiques du fleuve à Arles, Arles, Actes Sud, 2008  (ISBN 978-2-7427-7835-5).
- Dir. avec Pascale Picard, César, le Rhône pour mémoire : vingt ans de fouilles dans le fleuve à Arles, Arles, Actes Sud, 2009  (ISBN 978-2-7427-8610-7)[21].
- 30 ans d'archéologie dessinée : carnet de fouilles sous-marines du Rhône à la Camargue (préf. Clara Dupont-Monod et Michel Vazquez), Autun, Mergoil, 2016  (ISBN 978-2-35518-051-4).
- Camargue maritime : d'Artémis à Baroncelli : sur les traces des trésors enfouis au large des Saintes-Maries-de-la-Mer, Georges Naef, 2021, 272 p. (ISBN 978-5-831-30438-1)[17].

## Documentaires
- Les Étrusques, un voyage interrompu, réalisé par Bernard George. Diffusé sur Arte le 15 juin 2002[22].
- Arles, le trésor retrouvé, réalisé par Saleha Gherdane. Diffusé le 7 janvier 2009 sur France 3 dans une émission spéciale du magazine Des racines et des ailes[23].
- Le Trésor du Rhône, réalisé par Saleha Gherdane. Diffusé le 25 mars 2021 sur France 5 dans le magazine Science grand format[24],[18].